# Ryūnosuke Akutagawa
Ryūnosuke Akutagawa (芥川龍之介?, Akutagawa Ryūnosuke; Tokyo, 1º marzo 1892 – Tokyo, 24 luglio 1927) è stato uno scrittore e poeta giapponese, autore del racconto Rashōmon da cui è stato tratto l'omonimo film di Akira Kurosawa.

## Biografia
Akutagawa Ryūnosuke nacque a Tokyo nel 1892, terzo figlio di Niihara Toshizō (1850-1919), proprietario di un caseificio, e Niihara Fuku (1860-1902), psicologicamente segnata dopo la morte della prima figlia. Gli venne dato il nome Ryūnosuke (aiutante del drago) poiché, secondo l’astrologia, nacque nel giorno, mese e anno del drago. Subito dopo la sua nascita, la madre impazzì e Ryūnosuke venne affidato alla famiglia dello zio materno Michiaki Akutagawa che lo adottò formalmente dopo la morte della madre e cambiò il suo cognome in Akutagawa.

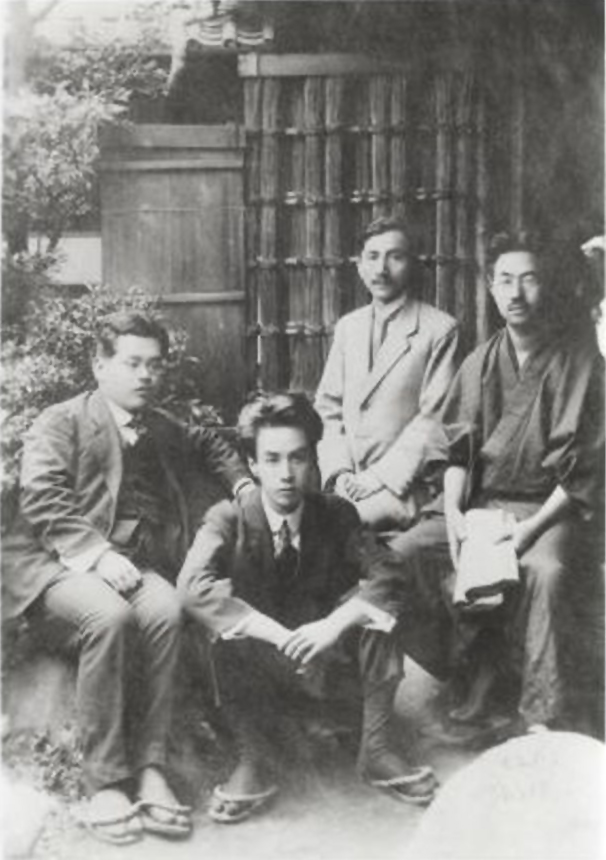
Akutagawa Ryūnosuke insieme ai compagni Kikuchi Kan e Kume Masao.

La nuova famiglia era di origini samuraiche e riuscì a stimolare nel giovane Akutagawa un forte interesse per la letteratura classica e per l'arte. Egli lesse tutti i libri della biblioteca personale del padre adottivo e, in seguito, anche quelli presenti nella biblioteca comunale, manifestando una particolare, quasi religiosa attenzione nei loro confronti. Tale propensione sarà rilevabile anche nelle sue future opere: alcuni dei protagonisti attribuiranno alle biblioteche un valore pressoché mistico: vi si recheranno sperando di ritrovare e rinnovare sé stessi. In particolare, fin da giovane Akutagawa fu attratto dai classici della letteratura tradizionale giapponese, soprattutto i cosiddetti kusazoshi, libri illustrati tipici del tardo periodo Edo. Sviluppò anche un forte interesse per la letteratura antica cinese, e imparò a scrivere in questa lingua. Le sue successive opere recheranno ampia traccia di questa predilezione per il mondo classico, sia nella scelta dei motivi letterari e nel frequente utilizzo di citazioni dirette, che nel riadattamento nei suoi racconti - ad es. Oitaru Susanō no mikoto (老いたる素戔嗚尊?, Oitaru Susanō no mikoto), o Momotarō (桃太郎?, Momotarō) - di personaggi popolari nel passato, come l'eroe Susanō.
Akutagawa scrisse la sua prima opera, Shisō, nel 1909, quando non era ancora maggiorenne. Si tratta di un brevissimo racconto, nel quale il giovane già manifesta il suo senso di inquietudine e cupezza. Purtroppo l'opera, oltre a non essere mai stata tradotta, risulta mancante di una parte.
Dopo aver frequentato con successo la scuola media, nel 1910 venne ammesso al liceo senza bisogno di sostenere l'esame di ammissione. Una volta superate le difficoltà relazionali dovute al suo atteggiamento talvolta altezzoso e superbo, Akutagawa riuscì ad integrarsi con i suoi compagni di scuola. Qui ebbe modo di studiare gli autori giapponesi, tra i quali Mori Ōgai e Natsume Sōseki, e quelli europei come Maupassant, France, Strindberg e Dostoevskij, che non esitò a tradurre dall’inglese. La sua bravura in questa lingua lo portò ad iscriversi, nel 1913, al dipartimento di letteratura inglese dell'Università imperiale di Tokyo. In questo ambiente stimolante strinse amicizia con Kan Kikuchi e Kume Masao, con i quali condivise il rifiuto della supremazia del naturalismo e dell'eccessiva attenzione assegnata, anche in ambito letterario, all’osservazione della vita reale. Tali autori ritenevano infatti che i romanzi dovessero dedicarsi alla narrazione e basarsi sull'immaginazione e la finzione, anziché limitarsi a riprodurre la realtà. Nelle prime opere di Akutagawa, alcune delle quali pubblicate all'interno di famose riviste come Teikoku Bungaku (fondata dagli ex studenti dell'Università Imperiale di Tōkyō), Taikan, Shinshichō, Akai Tori, o in giornali come Tōkyō Nichi Nichi Shinbun e Ōsaka Mainichi Shinbun, risulterà preminente la caratterizzazione psicologica dei personaggi. Attraverso queste pubblicazioni e collaborazioni Akutagawa iniziò a farsi conoscere nell'ambiente letterario, e in particolare ricevette lusinghieri apprezzamenti da Natsume Sōseki. Spinto anche da questa buona accoglienza, Akutagawa scelse di dedicarsi interamente alla scrittura senza lasciarsi coinvolgere dalle questioni sociali e politiche che lo circondavano. Fu una sorta di artista isolato, che si poneva al di sopra e oltre la società, anche se le necessità economiche lo costrinsero spesso a misurarsi con gli aspetti più comuni del vivere quotidiano.
Con la pubblicazione delle sue opere la fama di Akutagawa crebbe rapidamente, ma non altrettanto capitò alle sue finanze. Per integrarle dovette lavorare come insegnante di inglese in una scuola a Kamakura, finché nel 1918 divenne redattore dell'Ōsaka Mainichi Shinbun. Tale attività gli permise di recarsi in Cina tre anni dopo. Durante questo viaggio le sue condizioni di salute fisica e mentale subirono un progressivo deterioramento. 

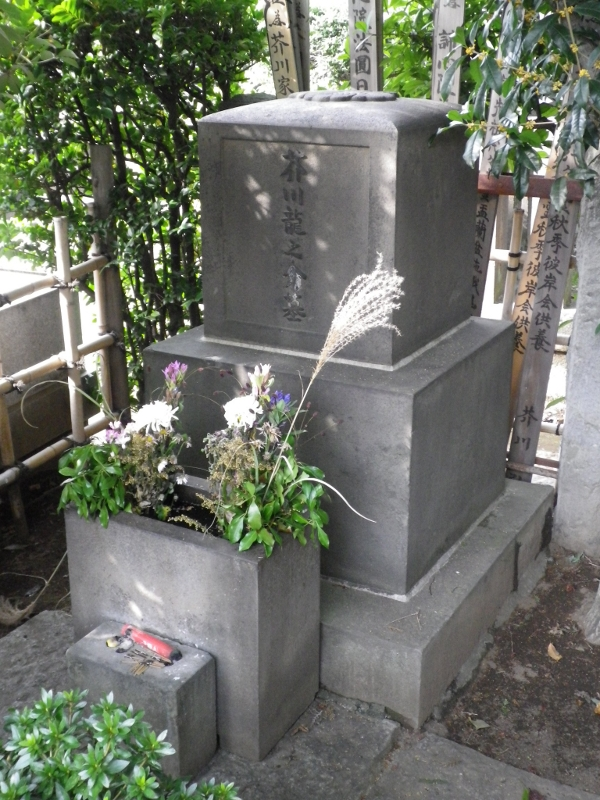
La tomba di Akutagawa Ryūnosuke.

Nel 1926 i suoi problemi continuarono a peggiorare, e con essi crebbe anche un'ulteriore ossessione dell'autore: Akutagawa credeva di aver ereditato la pazzia da sua madre. Una serie di incontri extraconiugali e di problemi finanziari aggravarono la sua inquietudine, facendogli assumere la decisione di trasferirsi con la famiglia presso il villaggio in cui era nata sua moglie. Per un anno quindi lasciò Tōkyō ma, come testimoniato in La ruota dentata (歯車?, Haguruma), il suo ritorno nella metropoli non fu accompagnato da un miglioramento della sua malattia mentale. Inoltre, il suicidio di suo cognato, unito alla pazzia di un suo caro amico, contribuirono ad aumentare la sua ansia. Le opere prodotte in questo periodo riflettono chiaramente la sua inquietudine e soprattutto il senso di inadeguatezza causatogli dall'affermarsi di una nuova corrente letteraria fondata sui problemi sociali. Forse anche a seguito di questo mutato clima letterario, accanto ad una produzione prevalentemente autobiografica, negli ultimi anni Akutagawa si dedicò alla stesura di racconti satirici, primo fra tutti Kappa (河童?, Kappa). Nonostante la sua fama affermata, confermata dalla sua versatilità stilistica e tematica, le condizioni psicologiche di Akutagawa continuarono a peggiorare, fino a portarlo al suicidio nel 1927. Morì all'età di 35 anni assumendo una dose letale di Veronal, fornitogli dal suo medico personale Mokichi Saitō. Le sue inquietudini e i suoi ultimi pensieri sono riportati nel "testamento" pubblicato postumo, Memorandum per un vecchio amico (或旧友へ送る手記?, Aru Kyūyū e Okuru Shuki). In questa sua ultima opera, nella quale trapela in maniera evidente lo stato di irrequietezza in cui versava, Akutagawa confida il suo disagio esistenziale e descrive in maniera breve e apparentemente lucida gli ultimi due anni in cui prese la decisione di abbandonare volontariamente la vita, architettando il proprio suicidio.

## La carriera letteraria
La critica ha sempre cercato di classificare le opere di Akutagawa ma, a causa dell'eterogeneità dei temi trattati e dei generi utilizzati, ogni categorizzazione risulta limitata. L'unica cosa evidente è che mentre nella prima fase della sua produzione l'autore aveva preso le distanze dal genere "confessionale" preferendo dedicarsi alla fiction e al genere fantastico, negli ultimi due anni della sua vita, ad eccezione di Kappa (河童?, Kappa) pubblicato nel 1927, egli si dedica alla stesura di opere tendenti all'autobiografismo. La sua inquietudine prende il sopravvento, e le sue opere appaiono senza trama ma ricche di emozioni.

### La prima produzione
Secondo Akutagawa, la letteratura è
(Akutagawa Ryunosuke, Racconti Fantastici, Marsilio, 1995.)
In questo modo egli ribadisce il suo distacco sia dal realismo e dal naturalismo allora in voga, sia dal genere "auto-confessionale" in cui prevale l'io dell'autore. Nei suoi racconti la figura dell'autore coincide con quella del narratore onnisciente che racconta i fatti in maniera oggettiva e distaccata. Così facendo Akutagawa risolve il problema del rapporto tra l'io e la realtà, ossia tra la vita dell'autore e ciò che lo circonda, dissociandosi dagli scrittori di shishōsetsu del periodo. Egli ritiene la natura pura finzione: a suo parere il "corpo", grazie alla sonorità del linguaggio, deve saper trasmettere immediatamente le emozioni e i contenuti al lettore. Proprio per questo, Akutagawa è estremamente abile nella creazione di scenari e luoghi, come nel caso de Il filo del ragno (蜘蛛の糸?, Kumo no Ito) dove, grazie ad un sapiente utilizzo di termini che rimandano a colori, suoni e odori, riesce a tratteggiare sia l'ambiente paradisiaco che quello infernale. La brevità del racconto gli permette di potenziare la forza delle parole che riescono così a comunicare e a trasmettere le immagini in maniera immediata. Akutagawa predilige un linguaggio figurativo, da lui stesso definito "lingua totale", specificando che gli esempi migliori di questo tipo di letteratura provengono dal simbolismo, dall'espressionismo e dal dadaismo francese. Le avanguardie europee furono per lui un punto di riferimento e ispirazione in quanto ritenute le uniche forme artistiche in grado di rappresentare al meglio l'esperienza sensoriale umana.
Il genere prediletto da Akutagawa per comporre i suoi racconti brevi era quello fantastico, in particolare la fiction di ambientazione storica: in questo modo egli non solo riuscì ad eliminare qualsiasi traccia della figura dell'autore, creando una sorta di distanza tra scrittore e testo, ma poté riscrivere e ricontestualizzare alcune storie o favole già esistenti nell'antica tradizione orale giapponese. Attingendo quindi al folclore, alle leggende o alla mitologia, Akutagawa riscrisse e ridefinì le ambientazioni e i personaggi, rovesciando talvolta i ruoli di protagonisti e antagonisti. È il caso di Momotarō (桃太郎?, Momotarō), racconto che riprende il tradizionale tema del bambino nato in circostanze fantastiche (in questo caso da un frutto). Nella versione di Akutagawa si assiste ad un totale ribaltamento dei ruoli, con il piccolo protagonista rappresentato come un egoista e arrogante ragazzino che verrà punito sul finale della storia. Così facendo, quella che prima era una favola destinata ai bambini, diventa una vera e propria chiave di lettura dell'inquietudine e dell'ansia dell'autore. Analogamente, per la composizione di Rashōmon (羅生門?, Rashōmon) del 1915 e Il naso (鼻?, Hana) del 1916, Akutagawa fece riferimento al Konjaku Monogatari, una famosissima raccolta del XII secolo. Il naso (鼻?, Hana) descrive gli estenuanti tentativi messi in atto dal protagonista, un monaco, per ottenere un naso normale, eliminando il naso mostruoso che lo caratterizzava e gli provocava una profonda tristezza. Una volta riuscitoci, però, il protagonista non smette di soffrire. Akutagawa rende simbolica questa paradossale situazione: nonostante avesse ottenuto ciò che bramava da anni, il monaco è di nuovo al punto di partenza e la sua normalità diventa più ridicola della deformità di partenza. In questo caso il grottesco non sta tanto nell'oggetto fantastico quanto nella percezione che i personaggi hanno di esso. Si può cogliere in questo anche una nota critica e satirica nei confronti della società: il monaco che vuole essere diverso a tutti i costi può essere visto come la metafora del Giappone nell'era Taishō, disposto a tutto pur di nascondere le proprie sembianze e omologarsi alla modernizzazione e all'occidentalizzazione.
Tutte le opere composte da Akutagawa tra il 1915 e il 1926 sono racconti brevi, spesso ambientati in un'altra epoca. Un'ulteriore suddivisione di questi racconti risiede nel loro contesto di ambientazione. Essi potrebbero essere suddivisi in Ōchō mono (racconti ambientati nel periodo Heian), Edo jidai mono (ambientati nel periodo Edo), e Meiji Kaikaku mono (ambientati nel periodo Meiji). Esulano da questa classificazione i cosiddetti Kirishitan mono (racconti sul Cristianesimo) e Chūgoku mono (racconti sulla Cina), maggiormente ricollegabili ai temi trattati più che al contesto.
Risale al 1915 l'uscita di Rashōmon (羅生門?, Rashōmon), prima opera di successo di Akutagawa, pubblicata nella rivista Teikoku bungaku, seguita, nel 1916 da Il naso (鼻?, Hana), pubblicato in Shinshichō. I due racconti fungono da manifesto stilistico dell'autore, indicando chiaramente il genere e la struttura narrativa da lui prediletti in questa prima fase di produzione. Sempre nel 1916 escono Imoyagu (anch'esso ispirato ai racconti del Konjaku monogatari), Il fazzoletto (手巾?, Hankechi) e Il diavolo e il tabacco (タバコと悪魔?, tabako to akuma). Questo racconto appartiene al cosiddetto gruppo del kurishitan mono (クリシタンモノ?), ossia storie in cui si fa riferimento al cristianesimo. Nel 1917 Akutagawa scrive Il tasso (貉?, Mujina), Rapporto di Ryosai Ogata (尾形了斎覚え書?, Ogata Ryosai Oboe gaki), Gesakuzanmai (戯作三昧?), e Kubi ga ochita hanashi (首が落ちた話?). Nello stesso anno, inoltre, Akutagawa pubblica la sua prima raccolta di racconti e, grazie al suo successo, il suo talento letterario inizia ad essere acclamato e riconosciuto.
L'anno successivo compone le due favole Il filo del ragno (蜘蛛の糸?, Kumo no Ito) e La scena infernale (地獄変?, Jigokuhen) (tradotta anche come Il paravento infernale), che verranno pubblicate nella rivista per bambini Akai tori. Lo stile e il linguaggio sono molto semplici e diretti e riescono a trasmettere in maniera lucida i colori, gli odori e i suoni che Akutagawa aveva pensato. Nonostante fosse rivolta ad un pubblico di bambini, una lettura più attenta de La scena infernale rivela come il protagonista Yoshihide, che condivide con Akutagawa la devozione totale nei confronti dell'arte, non sia altro che una trasposizione dell'artista. Entrambe le opere sono caratterizzate dall'atteggiamento critico e di insofferenza che l'autore rivolge alla società contemporanea. La forza descrittiva del suo linguaggio intende sottolineare il dolore e le pene dell'inferno, mentre l'ansia e la sofferenza provata dai suoi personaggi intendono denunciare l'ormai perduta moralità dell'uomo. Sulla stessa rivista verrà pubblicata anche la fiaba Toshishun (1920), ispirata alla letteratura classica cinese, nella quale è possibile cogliere un mutato atteggiamento dell'autore nei confronti dell'umanità: Akutagawa mostra infatti una ritrovata fiducia e serenità nei confronti del genere umano.
Prima di dedicarsi ad un genere più autobiografico, Akutagawa continua a comporre numerosi racconti dalle tematiche e dal genere spesso molto differenti. Se per alcune storie attinge ancora alla tradizione folclorica giapponese o cinese, per altre si lascia ispirare dal contesto che lo circonda. I cani e il flauto (犬と笛?, Inu to fue) composta nel 1919, è una vera e propria fiaba, in cui sono presenti animali dai poteri sovrannaturali, orchi e gnomi paurosi e situazioni grottesche che si concludono però con un lieto fine. Dai toni fantastici ma dal contenuto quasi precettistico è invece Magia (魔術?, Majutsu), sempre del 1919, in cui non compaiono personaggi folcloristici o mitologici, ma solo la figura del mago indiano Misra. Ancora diverso per tema e struttura è Mandarini (蜜柑?, Mikan), un brevissimo racconto che ha per protagonisti i frutti del titolo, i cui colori accessi e brillanti, per contrasto all'ambiente circostante, risultano essere il punto di svolta del racconto. Ciò che risulta quindi da questa prima fase di produzione è l'estrema eterogeneità e versatilità dell'autore, in grado di passare da racconti intensi e cupi come Rashōmon (羅生門?, Rashōmon) a narrazioni più leggere e divertenti come ad esempio Il naso (鼻?, Hana).
Oltre a questo genere di racconti, Akutagawa inizia a comporre storie destinate a confluire nel gruppo dei Kirishitan mono, ossia i racconti sul Cristianesimo; ne fanno parte Gesù di Nanchino (南京の基督?, Nankin no Kirisuto) del 1920, e Il sorriso degli dei (神の笑?, Kami no warai) del 1921.

### Gli ultimi anni (1926-1927)
(Memorandum per un vecchio amico)
Memorandum per un vecchio amico (或旧友へ送る手記?, Aru Kyūyū e Okuru Shuki) è considerato il testamento di Akutagawa. Pubblicato poco dopo il suo suicidio, mostra in maniera incredibilmente lucida le inquietudini che da anni tormentavano lo scrittore. La sua salute mentale era andata via via deteriorandosi e, forse proprio per questo, soprattutto nel biennio 1926-1927, Akutagawa scelse di scrivere opere dai contenuti più autobiografici. Ne sono esempi Il registro dei morti (点鬼簿?, Tenkibo) del 1926, La ruota dentata (歯車?, Haguruma), Vita di uno stolto (或阿呆の一生?, Aru Ahō no Isshō) e Domande e risposte nel buio (闇中問答?, Yamichū montō) del 1927. In queste opere l'autore, preso dal bisogno di trascrivere le sue emozioni, utilizza un linguaggio più poetico e mette in secondo piano l'articolazione di una trama. In linea anche con le opinioni espresse nel dibattito con Tanizaki Jun’ichirō, Akutagawa si concentra ancora di più sulla potenza espressiva del linguaggio. In questo caso, più che trasmettere colori, suoni e odori, l'autore vuole rappresentare al meglio il proprio stato d'animo, difendendo implicitamente la liricità della letteratura. La trama e lo sviluppo perdono quindi valore, lasciando spazio all'espressione dell'interiorità. Tali testi non vanno tuttavia interpretati come semplici autobiografie: l'esempio migliore di racconto che esula da qualsiasi categorizzazione di genere è Vita di uno stolto. L'opera, originariamente pubblicata e presentata come autobiografica, risulta in realtà inclassificabile. Infatti, sebbene sia chiaro che Akutagawa parli di sé stesso e della sua vita, Vita di uno stolto, composta da 52 brevi riflessioni, ognuna delle quali numerata e dotata di un titolo, risulta una fusione di diversi generi: prosa lirica, poesia, racconto breve, romanzo confessionale o, addirittura, aforisma.
Questo tipo di "arrangiamento a episodi" è presente anche in Saihō no hito (西方の人?) del 1927 e Bungaitekina, Amari ni Bungaitekina (文芸的な、余りに文芸的な?) del 1926 e mostra come fosse impossibile per Akutagawa creare un'opera autobiografica organizzata in maniera lineare ed omogenea. Egli infatti mette insieme alcuni episodi significativi della sua vita, creando una sorta di patchwork della sua storia privata. Questi testi offrono agli studiosi la possibilità di ricavare informazioni sulla vita intima di Akutagawa, sul suo rapporto con i genitori e la moglie, sul grado di consapevolezza della sua instabilità mentale.
Anche gli ultimi Kirishitan mono sono più maturi, quasi "conclusivi", come ad esempio, Saihō no hito (西方の人?) composto nel giugno del 1927 e Zoku Saihō no Hito (続西方の人?), considerato il seguito dell'opera precedente. Entrambe le opere vennero pubblicate postume nella rivista Kaizō e sono considerate come l'ultima e definitiva visione del cristianesimo da parte dell'autore. In particolare la seconda si ritiene con molta probabilità sia stata terminata la notte prima del suicidio: Akutagawa verrà ritrovato morto la mattina seguente con la Bibbia appoggiata sul corpo, segno di un suo utilizzo negli ultimi attimi di vita.
Il percorso artistico che porta Akutagawa alla composizione di racconti confessionali viene ricondotto alla condizione di progressivo deterioramento psicologico sofferta dall'autore, alla sua inquietudine, ma anche alla sua consapevole scelta di allontanamento e di distacco dal contesto sociale del tempo. Negli anni Venti, in ambito culturale, acquista sempre più popolarità la letteratura proletaria (Puroretaria bungaku): ispirati dai principi marxisti, molti autori si dedicano alla creazione di una letteratura popolare, da contrapporre a quella borghese. Akutagawa non approva questi gusti artistici, appartenendo alla cosiddetta vecchia generazione di autori, più individualisti e decadenti; egli è estremamente critico e distaccato e non riesce a collocarsi in questo nuovo contesto letterario. Non immaginando un futuro né per sé stesso né per il suo genere artistico, Akutagawa sceglie di ripiegare su sé stesso.
Tra le opere appartenenti a questo periodo si distingue Nel paese di Kappa (河童?, Kappa), composto nel 1927. Il testo, infatti, nonostante presenti alcuni riferimenti autobiografici (come l'ansia dell'autore che credeva di aver ereditato la pazzia dalla madre), è caratterizzato dai pungenti toni satirici nei confronti della società a lui contemporanea. Il suo atteggiamento critico si scaglia soprattutto contro il sistema familiare e penale trattando, tra le altre cose, temi sociali molto sentiti e di tendenza in quel periodo come, ad esempio, il lavoro, gli operai, gli scioperi o addirittura la condanna a morte.
Il tutto avviene nel folkloristico paese dei kappa, figure fantastiche che, assieme al loro stile di vita, vanno a creare una vera e propria distopia. Sempre facendo parlare i kappa, Akutagawa affronta un tema a lui molto vicino: l'arte. Nel racconto il poeta Tock si toglie la vita in conseguenza dell'affievolimento della sua ispirazione artistica, e questo episodio può essere letto come una previsione, o come una drammatica decisione da parte dell'autore. Un altro tema è quello della diversità: il protagonista umano, dopo aver vissuto per un periodo nel regno capovolto dei kappa, non percepisce più alcuna differenza e si abitua al loro stile di vita tanto che, una volta tornato tra gli uomini, la sua vita non sarà più come prima.

## Il viaggio in Cina nel 1921
Nel marzo 1921 Akutagawa si reca in Cina in qualità di inviato dell'Ōsaka Mainichi Shinbun (quotidiano di Ōsaka), per il quale lavorava già dal 1918, con il compito di intervistare alcuni intellettuali e politici cinesi per capire come le nuove idee politiche si fossero radicate e diffuse nella Cina contemporanea. Akutagawa non era di certo il primo giapponese a viaggiare in Cina, considerato il gran numero di cronache e diari di viaggiatori che si diffusero dalla fine del periodo Edo. Egli rivolse particolare attenzione agli ideali del Movimento del 4 maggio, movimento studentesco e politico nato a Pechino nel 1919 per protestare contro il potere imperiale. Arrivato a Shanghai, incontrò e intervistò Zhang Binglin, Zheng Xiaoxu e Li Renjie, che Akutagawa considerava come l’emblema della “giovane Cina”. Nonostante la vivacità dell'ambiente intellettuale con il quale venne a contatto, l’incontro con la metropoli demoralizzò lo scrittore, distruggendo la pittoresca immagine della città che si era fatto leggendo le opere classiche cinesi. L’autore descrive Shanghai con tono critico e sarcastico come una “città senza stato” in cui regnavano caos, disordine e sporcizia. Le descrizioni dei luoghi raggiunti sono molto accurate ed evidenziano la sua abilità come scrittore. Nonostante gravemente malato, egli visita numerose città famose e importanti del periodo come Hangzhou, Yangzhou, Nanjing, Wuhue e Suzhou. Si innamora profondamente di Pechino, arrivando ad affermare di essere disposto a viverci per altri due o tre anni.
L'obiettivo iniziale di Akutagawa era quello di scrivere degli appunti di viaggio sulle città e sull'ambiente politico da inviare in Giappone per essere immediatamente pubblicate. A causa del peggioramento delle sue condizioni di salute, decise però di rinunciarvi e di raccogliere tutte le annotazioni in un'opera sui suoi viaggi in Cina (支那游記?, Shina yūki) che sarà pubblicata a più riprese tra il 1921 e il 1925. Il viaggio in Cina rivestì un'importanza fondamentale per Akutagawa non solo perché gli permise di approfondire la conoscenza del paese in cui si era sviluppata la letteratura antica oggetto della sua passione, ma anche perché attraverso esso poté esercitare e maturare le sue abilità di scrittore, rendendo il viaggio una vera e propria esperienza letteraria.

### Viaggi in Cina
Akutagawa tornò dalla Cina nel luglio del 1921 ma, a causa della sua malattia, non riuscì ad organizzare e pubblicare i suoi scritti fino alla fine dell'estate. Così, le cronache di viaggio riguardanti Shanghai  (上海游記?, Shanhai yūki) vennero pubblicate nell'Ōsaka mainichi shinbun nell'autunno dello stesso anno mentre quelle su Jiangnan  (江南游記?, Kōnan yūki) nel gennaio dell'anno successivo. I racconti sul viaggio al fiume Yangzi  (長江游記?, Chōkō yūki) vennero pubblicati nell'agosto 1924 dal giornale Jōsei, gli appunti su Pechino, invece, comparvero l'estate successiva in Kaizō, un mensile molto popolare in quel periodo. Solo nel novembre del 1925 la casa editrice Kaizosha pubblicò la versione definitiva dello Shina yūki (支那游記?, Shina yūki), contenente le quattro sezioni già citate e una serie di cartoline dai temi eterogenei. Le prime due sezioni dell'opera (quella su Shanghai e quella su Jiangnan) si distinguono dalle altre in quanto esempio dello sperimentalismo letterario di Akutagawa. Oltre alla prosa giornalistica, sono presenti alcune sezioni dallo stile epistolare o poetico, o parti nelle quali Akutagawa interroga un interlocutore immaginario, riproponendo la struttura "domanda-risposta"; altre, infine, sono dei veri e propri racconti di fantasia. Questa varietà stilistica nasce dalla necessità di superare i limiti narrativi del genere giornalistico: Akutagawa riteneva infatti che alcune scene, luoghi e riflessioni potessero essere descritti al meglio solo dal genere poetico o, in altri casi, dal romanzo. Se era infatti fondamentale riportare informazioni sul contesto culturale cinese, nell'autore è urgente la necessità di rappresentare il declino di una Cina ormai troppo occidentalizzata. In questo caso che la prosa giornalistica cede il posto a descrizioni soggettive che enfatizzano il declino culturale e, più nello specifico, il ristagno letterario cinese.
Le sezioni riguardanti le zone più occidentali della Cina (quelle su Jingnan e Yangzi) nelle quali si recò circa un mese dopo la sua partenza, mostrano la stessa eterogeneità stilistica ma un atteggiamento più positivo nei confronti dei luoghi visitati. Questo perché, come Akutagawa stesso ammise, quelle regioni erano ricche di tradizione, cultura e luoghi letterari; rispecchiavano cioè l'immagine idealizzata dell'intatta essenza cinese. Per avere conferma di questa sua impressione, una volta recatosi presso il Lago dell'Ovest, chiese di farsi accompagnare in alcuni luoghi dei quali aveva abbondantemente letto nei grandi classici cinesi, come il mausoleo del generale Yue Fei (1103-1141) e la tomba della cortigiana Su Xiaoxiao vissuta nel V secolo.
Il viaggio di Akutagawa termina a Pechino che, inaspettatamente, lo affascina subito. Dal punto di vista stilistico, gli appunti su Pechino ( (北京日記抄?, Pekin nikki shō) sono meno raffinati, sembrano delle semplici bozze. Non per questo, però, sono privi di lirismo e poeticità: questa sezione mostra la consapevolezza estetica di Akutagawa che sottolinea l'inadeguatezza del linguaggio nell'atto di descrivere paesaggi e scenari ineffabili.
Shina yūki (支那游記?, Shina yūki), in linea con lo stile delle produzioni giovanili di Akutagawa, mostra da un lato l'attaccamento dell'autore ad un passato idealizzato e, dall'altro, la curiosità nei confronti del mondo moderno. Nonostante non possa essere considerata come un'opera documentaristica, considerate le digressioni soggettive ed emotive dell'autore, Shina yūki (支那游記?, Shina yūki) mostra il grande talento letterario di Akutagawa e la sua versatilità stilistica.

## Cristianesimo
Nonostante Akutagawa non si fosse mai convertito al Cristianesimo, è chiara la sua familiarità con il pensiero cristiano e la Bibbia. Numerosi sono i riferimenti religiosi, più o meno diretti, contenuti in alcune delle sue opere. In particolare, dopo il 1916 (anno di pubblicazione de Il diavolo e il tabacco (タバコと悪魔?, tabako to akuma), Akutagawa dedica oltre venti racconti al tema del Cristianesimo: i cosiddetti kurishitan mono (クリシタンモノ?) (è difficile precisarne il numero in quanto in alcuni di essi il tema del cristianesimo, sebbene presente, è in secondo piano). I racconti sono estremamente diversi tra di loro, sia da un punto di vista stilistico che da quello linguistico. Rimangono centrali, però, il tema dell'ansia e dell'inquietudine che rappresentano l'instabile stato d'animo dell'autore. Alcune storie sono presentate come racconti scritti dagli stessi missionari portoghesi del XVII secolo e per questo motivo hanno un registro linguistico simile al giapponese del tempo. Altre storie sono invece scritte in giapponese moderno e contengono anche delle parole per metà giapponesi e per metà portoghesi. Ulteriore differenza tra i racconti è il punto di vista del narratore: in Rapporto di Ryosai Ogata (尾形了斎覚え書?, Ogata Ryosai Oboe gaki) del 1917, ad esempio, il narratore è il dottore Ogata che incarna la figura dello scettico che cede al misticismo cristiano. In questo caso è importante notare inoltre come i ruoli dicotomici siano invertiti: il dottore (rappresentazione del Giappone) simboleggia la razionalità mentre il cristianesimo (che rappresenta l'Europa) è emblema dell'irrazionalità.
Ma la differenza principale tra alcuni kurishitan mono (クリシタンモノ?) sta nella concezione che Akutagawa aveva del Cristianesimo. Come egli stesso descrive in Saihō no Hito (西方の人), il suo rapporto con questa religione ha attraversato fasi diverse:
(Akutagawa Ryūnosuke, Saihō no Hito (1927))
Considerate nel loro insieme, queste opere testimoniano gli atteggiamenti che Akutagawa ha via via assunto nei confronti del cristianesimo: dall'interesse artistico per la figura del martire, di Gesù Cristo, alla critica teologica (inadeguatezza del culto monoteista), all'uso di temi e figure sacre ai fini letterari.
In un primo momento l'interesse di Akutagawa si è indirizzato verso gli aspetti più esotici di questa religione come, ad esempio, il concetto di fede rappresentato dalla figura del martire. Questo tema emerge soprattutto in Hōkyōnin no Shi (奉教人の死?) del 1918, in cui il protagonista Lorenzo muore tra le fiamme per salvare una bambina. Lorenzo, devoto cristiano cresciuto dai Gesuiti in un piccolo villaggio del Giappone, era stato accusato ingiustamente da una donna di averla messa incinta. La sua innocenza verrà provata solo nel momento della sua morte, quando la donna confesserà che lui non era il padre di sua figlia. La scena finale, arricchita dalle impressionanti descrizioni degli ambienti, intende trasmettere i sentimenti di pietà ed altruismo che Akutagawa attribuiva al tema del martirio. Tale tema viene affrontato sia da un punto di vista artistico-letterario, attraverso l'utilizzo di un linguaggio estremamente espressivo, che etico-religioso, contrapponendo i valori cattolici all'egoismo dell'essere umano.
L'iniziale curiosità artistica nei confronti della religione lascerà presto spazio ad un atteggiamento di critica ed avversione nei confronti del Cristianesimo, ritenuto incompatibile con la tradizione spirituale e il background culturale giapponese. L'autore descrive spesso i credenti (e generalizza volontariamente utilizzando il termine "europei") come dei barbari, ossia persone che credono in primitive e magiche leggende o in rituali religiosi misteriosi. La dottrina cristiana, a suo parere, non solo non può attecchire in suolo giapponese, ma non può nemmeno essere compresa. Nella scia di queste contrapposizioni tra Cristianesimo occidentale e spiritualità giapponese, in Il sorriso degli Dei (神の笑?, Kami no warai) del 1921, Akutagawa contrappone alla forza distruttiva del culto monoteista cristiano il sincretismo delle pratiche spirituali giapponesi, tradizionalmente sviluppate attorno al culto dei Kami. In quest'opera il missionario Organtino, impegnato nell'opera di proselitismo, incontra un anziano che gli illustra la moltitudine di Kami venerati in Giappone e il sistema di coesistenza religiosa, grazie al quale lo shintoismo (culto dei Kami) può convivere, ad esempio, con il Confucianesimo e il Buddhismo, rendendo impensabile la prevalenza di una religione sulle altre.

## La controversia sul romanzo
Nel 1927 scoppiò la cosiddetta “controversia sulla trama del romanzo” (Shōsetsu no suji ronsō) che vide coinvolti Akutagawa Ryūnosuke e Tanizaki Jun’ichirō. Il dibattito ebbe luogo a più riprese sulle riviste letterarie dell’epoca Kaizō e Shinchō tra il febbraio e il giugno del 1927 e terminò con il suicidio dello stesso Akutagawa.
I due autori pongono un primo problema terminologico: con riferimento al romanzo giapponese, Tanizaki parla di suji (筋?, trama) e kōzō (構造?, struttura), mentre Akutagawa utilizza più spesso la parola hanashi (話?, storia) tanto che, nella frase iniziale di Letterario, troppo letterario (文芸的な、餘りに文芸的な?, Bungeitekina, amari ni bungeitekina) utilizza spesso questo termine per contrapporsi a Tanizaki:
(Akutagawa Ryunosuke, Letterario, troppo letterario)
Per Tanizaki i romanzi giapponesi erano sprovvisti di una struttura solida e coerente, diretta conseguenza di una trama lineare. La differenza tra i due termini (suji e hanashi) può essere resa dalle definizioni di "trama" e "storia"; il primo termine rappresenta una struttura ordinata e coerente dal punto di vista cronologico, mentre il secondo indica qualcosa di svincolato da principi logici e consequenziale.
I due concetti rimandano quindi ad un secondo problema: le diverse strutture narrative implicano un diverso valore e sviluppo della trama. Per Tanizaki la struttura narrativa ideale è quella del romanzo popolare (大衆小説?, taishū shōsetsu), mentre per Akutagawa è quella del narrativa autobiografica (私小説?, shishōsetsu). I due autori hanno opinioni totalmente divergenti sull'importanza della canonicità e logicità di un'opera. Tanizaki si fa sostenitore di una trama ben strutturata, omogenea e ordinata: l'intreccio deve essere chiaro, modulato e coevo. Egli suggerisce inoltre di ispirarsi alla letteratura classica di ispirazione cinese o agli autori e allo stile occidentale (nel dibattito afferma di essere affascinato da ciò che Stendhal definisce “belle bugie”). A suo parere, quindi, solo le opere palesemente romanzate e immaginarie rappresentano motivo di interesse e divertimento.
Per Akutagawa, invece, la trama risulta superflua in quanto non è ritenuta un elemento unificante: nella "narrazione dell'io" la realtà che l'autore vuole descrivere è quella che lo riguarda unicamente e direttamente, è una narrazione sincera e spontanea che spesso non tiene conto della coerenza cronologica e logica. L'arte sarebbe determinata dalla vita degli scrittori stessi e la trama risulta sempre incompiuta poiché l'artista non sa quando finirà la sua vita. Per Akutagawa era fondamentale che le opere riflettessero direttamente la “verità personale” dell’autore e non venissero contaminate da trame artificiose e eccessivamente complesse. La tarda produzione di Akutagawa viene infatti definita "senza trama" e, per molti, rappresenta la sua perdita di fiducia nei confronti della narrativa a lui contemporanea.

## Opere
- 1914, Rōnen (老年)
- 1915, Rashōmon (羅生門)

Rashōmon, in Rashōmon e altri racconti, introduzione di Mario Scalise, traduzione di Keiko Ghio, Torino, UTET, 1983. ISBN 88-02-03886-4
- 1916, Hana (鼻)

Il naso, in Rashōmon e altri racconti, traduzione di Keiko Ghio, Torino, UTET, 1983, ISBN 88-02-03886-4
- 1916, Hankechi (手巾)

Il fazzoletto, in Rashōmon e altri racconti, traduzione di Keiko Ghio, Torino, UTET, 1983, ISBN 88-02-03886-4
- 1916, Imogayu (芋粥)
- 1916, Tabako to Akuma (煙草と悪魔)

Il tabacco e il diavolo, in Akutagawa Ryūnosuke: Racconti fantastici, traduzione di Cristina Ceci, Venezia, Marsilio, 1995, ISBN 88-317-6160-9
- 1917, Gesakuzanmai (戯作三昧)
- 1917, Kubi ga ochita hanashi (首が落ちた話)
- 1917, Mujina (貉)

Il tasso, in Akutagawa Ryūnosuke: Racconti fantastici, traduzione di Cristina Ceci, Venezia, Marsilio, 1995. ISBN 88-317-6160-9
- 1917, Nyotai (女体)

Corpo di donna, in La ruota dentata e altri racconti, a cura di Lydia Origlia, Milano, SE, 1990, ISBN 88-7710-198-9
- 1917, Ogata Ryosai Oboe gaki, (尾形了斎覚え書)

Rapporto di Ryosai Ogata, in Rashōmon e altri racconti, traduzione di Keiko Ghio, Torino, UTET, 1983, ISBN 88-02-03886-4
- 1918, Hōkyōnin no Shi (奉教人の死)
- 1918, Jashūmon (邪宗門)
- 1918, Jigokuhen (地獄変)

La scena dell'inferno, in Rashōmon e altri racconti, traduzione di Keiko Ghio, Torino, UTET, 1983, ISBN 88-02-03886-4
- 1918, Kareno shō (枯野抄)
- 1918, Kesa to Moritō (けさと森藤)

Kesa e Moritō in La ruota dentata e altri racconti, a cura di Lydia Origlia, Milano, SE, 1990, ISBN 88-7710-198-9
- 1918, Kumo no Ito (蜘蛛の糸)

Il filo del ragno, in Rashōmon e altri racconti, traduzione di Keiko Ghio, Torino, UTET, 1983, ISBN 88-02-03886-4
Il filo di ragno, in Akutagawa Ryūnosuke: Racconti fantastici, traduzione di Cristina Ceci, Venezia, Marsilio, 1995, ISBN 88-317-6160-9
- 1919, Inu to fue (犬と笛)

I cani e il flauto, in Akutagawa Ryūnosuke: Racconti fantastici, traduzione di Cristina Ceci, Venezia, Marsilio, 1995, ISBN 88-317-6160-9
- 1919, Majutsu (魔術)

Magia, in Akutagawa Ryūnosuke: Racconti fantastici, traduzione di Cristina Ceci, Venezia, Marsilio, 1995, ISBN 88-317-6160-9
- 1919, Mikan (蜜柑)

I mandarini, in Rashōmon e altri racconti, Traduzione di Keiko Ghio, Torino, UTET, 1983, ISBN 88-02-03886-4
- 1919, Ryū (竜)
- 1920, Aguni no Kami (アグニの神)
- 1920, Butou Kai ( 舞踏会)

Il ballo, in Rashōmon e altri racconti, traduzione di Keiko Ghio, Torino, UTET, 1983, ISBN 88-02-03886-4
- 1920, Aki (秋)

L'autunno, in Rashōmon e altri racconti, traduzione di Keiko Ghio, Torino, UTET, 1983, ISBN 88-02-03886-4
- 1920, Nankin no Kirisuto (南京の基督)

Cristo di Nanchino, in Rashōmon e altri racconti, traduzione di Keiko Ghio, Torino, UTET, 1983, ISBN 88-02-03886-4
- 1920, Toshishun (杜子春)

Toshishun, in Rashōmon e altri racconti, traduzione di Keiko Ghio, Torino, UTET, 1983, ISBN 88-02-03886-4
- 1921, Akiyama (秋山)
- 1921, Kami no warai (神の笑)

Il sorriso degli dei, in La ruota dentata e altri racconti, a cura di Lydia Origlia, Milano, SE, 1990, ISBN 88-7710-198-9
- 1921, Shanhai Yūki (上海游記)
- 1921, Yama Shigi (山鴫)
- 1922, Sennin (仙人)

Sennin, in Akutagawa Ryūnosuke: Racconti fantastici, traduzione di Cristina Ceci, Venezia, Marsilio, 1995, ISBN 88-317-6160-9
- 1922, Shōgun (将軍)
- 1922, Yabu no Naka (藪の中)

Nel bosco, in Rashōmon e altri racconti, traduzione di Keiko Ghio, Torino, UTET, 1983, ISBN 88-02-03886-4
- 1922, Rokunomiya no himegimi (六の宮の姫君)

La principessa di Rokunomiya, in Rashōmon e altri racconti, traduzione di Keiko Ghio, Torino, UTET, 1983, ISBN 88-02-03886-4
- 1922, Torokko (トロッコ)

Il carrello, in Rashōmon e altri racconti, traduzione di Keiko Ghio, Torino, UTET, 1983, ISBN 88-02-03886-4
- 1923, Shiro (白)

Bianco, in Akutagawa Ryūnosuke: Racconti fantastici, traduzione di Cristina Ceci, Venezia, Marsilio, 1995, ISBN 88-317-6160-9
- 1923, Yasukichi no Techō kara (保吉の手帳から)
- 1924, Ikkai no Tsuchi (一塊の土)

Un pugno di terra, in Rashōmon e altri racconti, traduzione di Keiko Ghio, Torino, UTET, 1983, ISBN 88-02-03886-4
- 1924, Momotarō (桃太郎)

Momotarō, in Akutagawa Ryūnosuke: Racconti fantastici, traduzione di Cristina Ceci, Venezia, Marsilio, 1995, ISBN 88-317-6160-9
- 1925, Daidōji Shinsuke no Hansei (大導寺信輔の半生)

Mezza vita di Shinsuke Daidoji, in Rashōmon e altri racconti, traduzione di Keiko Ghio, Torino, UTET, 1983, ISBN 88-02-03886-4
- 1925, Shuju no Kotoba (侏儒の言葉)
- 1926, Tenkibo (点鬼簿)

Il registro dei morti, in La ruota dentata e altri racconti, a cura di Lydia Origlia, Milano, SE, 1990, ISBN 88-7710-198-9
- 1926, Genkaku Sanbō (玄鶴山房)

Casa Genkaku in Rashōmon e altri racconti, traduzione di Keiko Ghio, Torino, UTET, 1983, ISBN 88-02-03886-4
- 1926, Kappa (河童)

Kappa e altri racconti, trad. di Mario Teti, Milano, Bompiani, 1961
Nel paese di Kappa, in Rashōmon e altri racconti, traduzione di Keiko Ghio, Torino, UTET, 1983, ISBN 88-02-03886-4
- 1926, Bungeiteki na, amarini Bungeiteki na (文芸的な、余りに文芸的な)
- 1927, Yamichū montō (闇中問答)

Domande e risposte nel buio, in La ruota dentata e altri racconti, a cura di Lydia Origlia, Milano, SE, 1990, ISBN 88-7710-198-9
- 1927, Haguruma (歯車)

La ruota dentata, in La ruota dentata e altri racconti, a cura di Lydia Origlia, Milano, SE, 1990, ISBN 88-7710-578-X
- 1927, Aru Ahō no Isshō (或阿呆の一生)

Vita di uno stolto, in La ruota dentata e altri racconti, a cura di Lydia Origlia, Milano, SE, 1990, ISBN 88-7710-198-9
- 1927, Aru Kyūyū e Okuru Shuki (或旧友へ送る手記)

Memorandum per un vecchio amico, in La ruota dentata e altri racconti, a cura di Lydia Origlia, Milano, SE, 1990, ISBN 88-7710-198-9
- 1927, Saihō no Hito (西方の人)

## Traduzioni in lingua italiana
- Kappa e altri racconti, trad. di Mario Teti, Milano, Bompiani, 1961.
- Rashōmon e altri racconti, a cura di Keiko Ghio, Milano, TEA, 1983 (ISBN 88-502-0208-3)
- Racconti fantastici, a cura di Cristiana Ceci, Venezia, Marsilio, 1995 (ISBN 88-317-6160-9)
- La ruota dentata e altri racconti, a cura di Lydia Origlia, Milano, SE, 1990 (ISBN 88-7710-578-X)
- Haiku e scritti scelti, a cura di Lorenzo Marinucci, Milano, La Vita Felice, 2013 (ISBN 88-7799-493-2)
- La scena dell'inferno e altri racconti (1915-1920), a cura di Alessandro Tardito, Roma, Atmosphere libri, 2015 (ISBN 978-88-6564-161-3)
- Rashōmon e altri racconti, a cura di Antonietta Pastore, Laura Testaverde, Lydia Origlia, Torino, Einaudi, 2016 (ISBN 978-88-06-20411-2)
- Sogni e altri racconti inediti, traduzione di Marco Ruggiero, Pistoia, Via del vento edizioni, 2017
- Kappa e altre storie, a cura di Alessandro Tardito, Roma, Atmosphere libri, 2017 (ISBN 978-88-6564-237-5).

## Adattamenti

### Il caso di Rashōmon

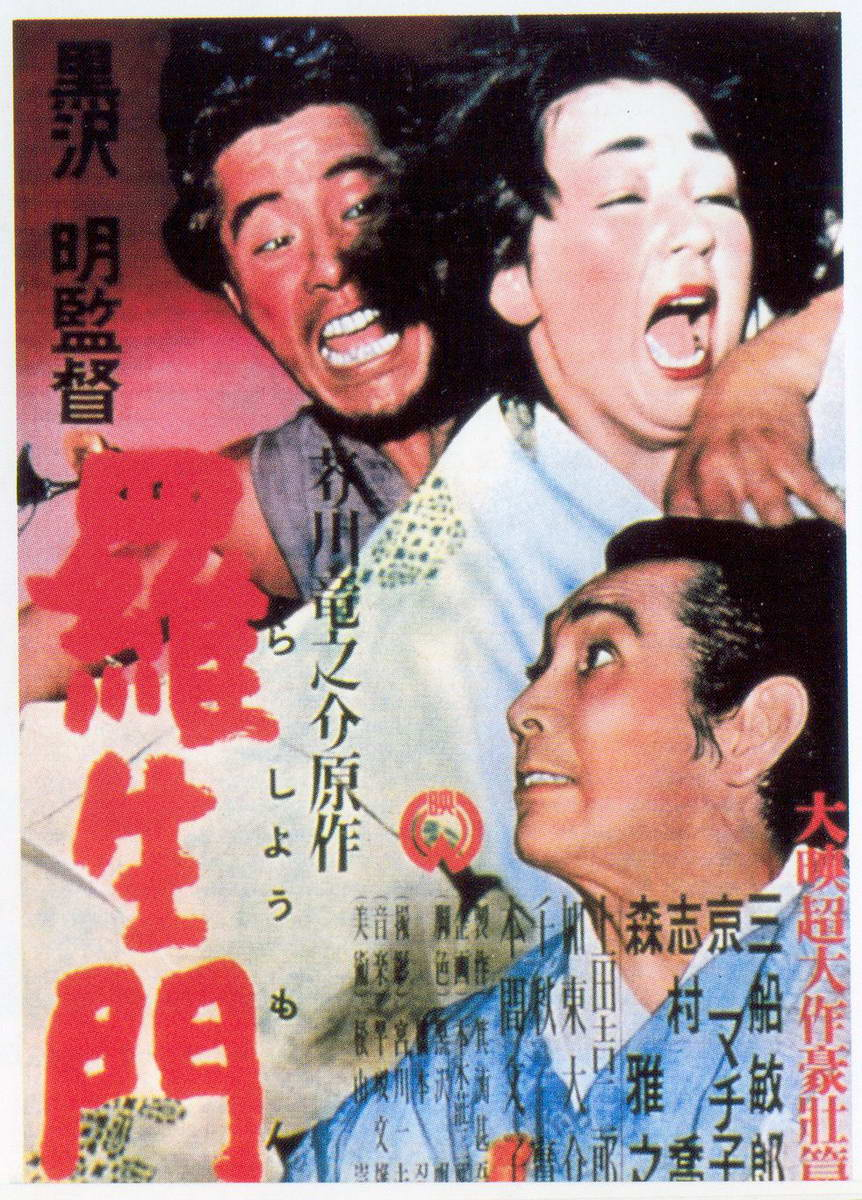
Locandina del film Rashōmon diretto da Akira Kurosawa (1950)

Tra tutte le opere di Akutagawa, Rashōmon è stata senza dubbio quella che ha subito più adattamenti e trasposizioni in diverse forme artistiche avendo ispirato non solo film, ma anche serie televisive e opere teatrali.

#### Film - Anime
- Rashōmon, (1950). Film giapponese diretto da Akira Kurosawa. Vincitore del Leone d'Oro al Festival del cinema di Venezia nello stesso anno.
- L'Oltraggio, (1964). Film americano diretto da Martin Ritt.
- Buongo Stray Dogs,(2016). è un manga/anime scritto da Kafka Asagiri e disegnato da Sango Harukawa

#### Produzioni televisive
- Rashōmon, (1960). Serie televisiva americana diretta da Sidney Lumet.
- Rashōmon, (1961). Serie televisiva britannica diretta da Rudolph Cartier.

#### Opere teatrali
- Rashōmon, (1959). Diretto da Michael Kanin insieme alla moglie Fay Kanin
- Rashōmon, (1987). "Fu Hsing Opera Academy" di Taiwan.
- Rashōmon, (1996). Diretto da Mayako Kubo[56]. Include anche adattamento integrale di "Nel bosco".
- Rashōmon, (1997). Diretto da Henry Akina presso lo Zentrum für Kunst und Medientechnologie a Karlsruhe.
- Rashōmon, (2002). Opera teatrale cinese Kunku a Pechino.

### Le altre opere
La prima trasposizione cinematografica di un racconto di Akutagawa è del 1946: si tratta un cortometraggio d'animazione ispirato dal racconto Il filo del ragno (くもの糸?, Kumo no Ito); diretto da Noburō Ōfuji fu solo il primo di varie trasposizioni nell'ambito dell'animazione. Nel 2000, infatti, Il filo del ragno è ancora oggetto di riadattamento divenendo un nuovo anime prodotto dalla casa di produzione Gakken. Nel 2009 lo studio d’animazione giapponese Madhouse produce un altro anime composto da 12 episodi: la serie Aoi Bungaku  (青い文学シーリズ?, Aoi bungaku shirizu). Il progetto prevede la trasposizione di sei classici della letteratura giapponese tra i quali Il filo del ragno di Akutagawa presente nella puntata numero 11. L’anime venne trasmesso dalla NHK (servizio radiotelevisivo giapponese) nell’ambito delle iniziative volte a celebrare il centenario della nascita dello scrittore Dazai Osamu.
Nella stessa serie è presente anche una puntata dedicata ad un altro racconto di Akutagawa: La scena dell'inferno (地獄変?, Jikokuhen), rappresentata nella puntata numero 12. Il racconto, scritto dall'autore nel 1918, era già stato riadattato in versione cinematografica nel 1969 dal regista Shirō Toyoda.

## Il premio Akutagawa
Il Premio Akutagawa  (芥川龍之介賞?, Akutagawa Ryūnosuke Shō) è il più prestigioso riconoscimento letterario giapponese creato in onore dell'omonimo scrittore. Istituito nel 1935 da Kikuchi Kan (direttore della rivista Bungei Shunjū) e sponsorizzato dall'Associazione per la promozione della letteratura giapponese, è rivolto agli autori di racconti pubblicati in riviste o giornali. Le premiazioni avvengono due volte all'anno (a gennaio e a luglio) e i vincitori ricevono un orologio da tasca e un milione di yen, oltre all'attenzione dei media. Le premiazioni si sono regolarmente svolte dal 1935 al 1944 e, dopo una pausa di cinque anni, sono riprese dal 1949.